# Locusta
Locusta is een geslacht van rechtvleugeligen uit de familie van de veldsprinkhanen (Acrididae). De wetenschappelijke naam is gepubliceerd in 1758 door Linnaeus in Systema naturae.

## Soorten
Locusta omvat de volgende soorten:
- Locusta cinerascens Fabricius, 1781
- Locusta migratoria Linnaeus, 1758